# Palau Reial Major

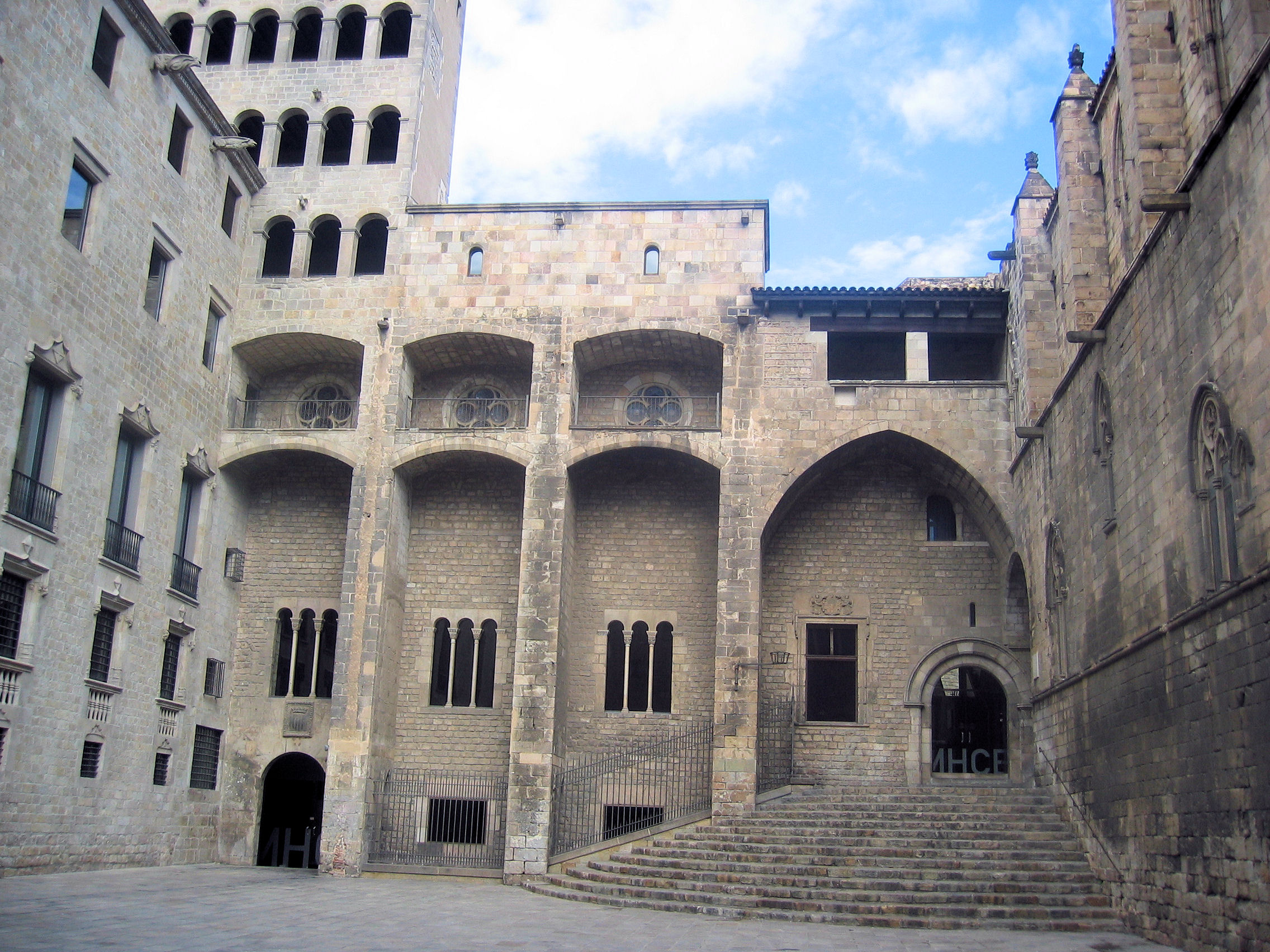
Fasada pałacu

Palau Reial Major (kat. [pəˈlaw rəˈjal məˈʒo]; Wielki Pałac Królewski) – kompleks zabytkowych budynków na Plaça del Rei w Barcelonie.

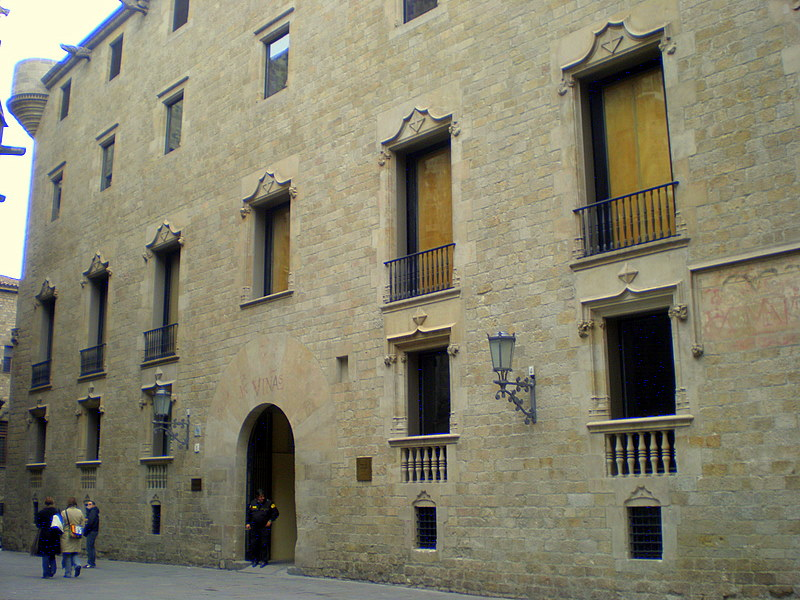
Ściana Palau del Lloctinent

## Historia
Kompleks składa się z trzech odrębnych budowli:
- Saló del Tinell zbudowany przez króla Piotra IV w latach 1359–1362 pod kierunkiem architekta Guillema Carbonella. Gotyckie okrągłe łuki budowli powstały na XI-wiecznych sklepieniach powstałych na istniejącej wcześniej monumentalnej konstrukcji z epoki Wizygotów[1][2].
- Kaplica Palatyńska św. Agaty (1302) zbudowana za panowania króla Jakuba II i zaprojektowana przez architekta Bertrana Riquera jako kaplica królewska, zastępująca poprzednie oratorium. Ma ośmioboczną wieżę z początku XIV wieku, która jest jednonawowa i zakończona wieloboczną apsydą. Zakrystia jest zbudowana w obrębie starożytnych rzymskich murów. Na zlecenie Piotra V Aragońskiego (1463–1466) malarz Jaime Huguet wykonał ołtarz kaplicy poświęcony Trzem Królom[1][2].
- Palau del Lloctinent (1549–1557) zbudowany przez Generalitat Katalonii za Karola V, zaprojektowany przez Antoniego Carbonella w stylu późnogotycko-renesansowym jako rezydencja wicekróla (Lloctinent) Katalonii. Z tego okresu pochodzi również tzw. Mirador króla Marcina, pięciokondygnacyjna wieża na planie prostokąta (1555)[3][4][5].

Zarówno Saló del Tinell, jak i kaplica św. Agaty, to cenione arcydzieła katalońskiej architektury gotyckiej. Ołtarz Objawienia Pańskiego jest wybitnym obrazem gotyckim. Miejsca można zwiedzać w ramach Muzeum Historii Miasta Barcelony MUHBA. Odbywają się w nich wystawy czasowe.
Po XVI wieku gmach nie był już używany jako rezydencja królewska i został podzielony między Inkwizycję i administrację królewską. W tym okresie powstały drzwi prowadzące do Królewskiej Sali Audiencyjnej z trójkątnym tympanonem (obecnie przy wejściu do Museu Frederic Marès).